# Herbert Kirrinnis
Herbert Kirrinnis (* 2. Oktober 1907 in Eydtkuhnen, Ostpreußen; † 8. August 1977 in Essen) war ein deutscher Gymnasiallehrer und Historiker.

## Leben
Kirrinnis’ Eltern waren der Postamtmann Max Kirrinnis und seine Frau Erna geb. Block aus Ragnit. Wegen der Versetzungen seines Vaters besuchte er fünf Schulen in der Provinz Ostpreußen. 1928 bestand er das Abitur an der Hindenburg-Oberrealschule in Königsberg. An der Philipps-Universität Marburg und der Albertus-Universität Königsberg studierte er Geographie, Geschichte und Neuere Sprachen. Nachdem er 1932  das Examen für Lehrer an Mittelschulen abgelegt hatte, unterrichtete er ab 1933 an der Herzog-Albert-Mittelschule in Tilsit.
1934 wurde er zum Dr. phil. promoviert. Im selben Jahr heiratete er Herta Sauvant, eine Hugenottin aus Gumbinnen. Aus der Ehe gingen sechs Kinder hervor. 1938 unterzog er sich der Prüfung für das Höhere Lehramt. Nach der Ausbildung als Studienreferendar in Tilsit und Königsberg bestand er 1939 in Berlin das Examen zum Studienassessor. Im Zweiten Weltkrieg diente er von 1939 bis 1941 als Artillerist im Heer (Wehrmacht). Zuletzt war er Leutnant d. R. Die Flucht und Vertreibung Deutscher aus Mittel- und Osteuropa 1945–1950 verschlug ihn und seine Familie nach langen Irrungen ins Ruhrgebiet, u. a. nach Wanne-Eickel. Zuletzt war er Studiendirektor in Essen.

## Werk
Als Landeshistoriker Ostpreußens befasste er sich mit der Geschichte der Landkreise im Regierungsbezirk Gumbinnen und im Regierungsbezirk Allenstein und der Städte Eydtkuhnen, Ragnit, Schirwindt, Gumbinnen und Goldap. Er schrieb über die Landschaften des Kreises Neidenburg, des Kreises Treuburg und des Kreises Pillkallen sowie über das Memelland. Er untersuchte die Umbenennungen litauischer Gemeinden in der Zeit des Nationalsozialismus. Auf seinen Studienreisen zog es ihn vor allem nach Florenz und Rom, in die Bretagne und die Normandie sowie in die nördlichen Niederlande.
Seine biographischen Publikationen galten Geographen und Naturforschern wie Walter Geisler, Nikolaus Creutzburg, Emil Wiechert, Siegfried Passarge, August Petermann, Gustav Nachtigal und Erich von Drygalski. Er äußerte sich auch zum Verhältnis von Nikolaus Kopernikus, Immanuel Kant und Johann Georg Hamann zur Geographie. Mit Prof. Schultze (Jena) bearbeitete er die Kreisgrenzen in Thüringen.
Als anerkannter Schachspieler veröffentlichte er 20 eigene Partien.

## Veröffentlichungen
- Russische Bevölkerungszahlen zu Ende des 18. Jahrhunderts nach dem Tabellenwerk von Johann Friedrich Storch, Riga 1795.In: Geographische Zeitschrift 1944.
- Wilna. In: Zeitschrift für Erdkunde 1944.
- Geschichte der Friedrichsschule zu Gumbinnen. Holzner, Würzburg 1963.
- Das Regierungsgebäude zu Gumbinnen. Preußenland 2 (1964), S. 23.
- Ein Königsberger Abiturientenzeugnis aus dem Jahre 1878 in Bremen. In: Preußenland 3 (1965), S. 22.
- mit Willi Bonczek: Historischer Atlas der Stadt Essen. Essen 1966.[4]

Rezensionen
Ostpreußen unter polnischer und sowjetischer Verwaltung. Ostdeutschland unter fremder Verwaltung 1945–1955, Bd. 1.